# M'hamed El Khalifa
Pour les articles homonymes, voir Khalifa.
M'hamed El Khalifa est un homme politique et avocat marocain né en 1939 à Marrakech. Il a été ministre à deux reprises, dans le gouvernement el-Youssoufi II entre septembre 2000 et novembre 2002, et dans le gouvernement Jettou I entre novembre 2002 et juin 2004. Il est actuellement membre du comité exécutif du Parti de l'Istiqlal.

## Biographie
M'hamed El Khalifa a intégré le mouvement nationaliste dès son jeune âge. En effet, en 1955, il devient le plus jeune responsable du parti de l'Istiqlal dans la ville de Marrakech. Ayant eu une formation en droit, il intègre l'Ordre des avocats de Marrakech en 1964, puis il devient son bâtonnier dans les années 1970.
En 1976, M'hamed El Khalifa devient Président de la commune urbaine de sa ville natale, poste qu'il gardera jusqu'à 1984. Lors des législatives de 1977, il gagne son siège dans la circonscription de Marrakech et devient membre de la Chambre des représentants, il sera réélu député dans la même ville lors des législatives de 1984, 1993, 1997 et 2002.
Le 6 septembre 2000, lors de la formation du gouvernement el-Youssoufi II, il est nommé ministre de la Fonction publique et de la Réforme administrative. Il occupe ensuite le poste du ministre de l'Artisanat et de l'Économie sociale dans le gouvernement Jettou I entre le 7 novembre 2002 et le 8 juin 2004, il sera remplacé par le jeune istiqlalien Adil Douiri dans le gouvernement Jettou II.

## Décorations
M'hamed El Khalifa a reçu la médaille de l'Ordre national du Mérite, décernée par le président français de l'époque, François Mitterrand. Il a été également décoré par le président sénégalais de l'époque, Abdou Diouf.